# Karcsai református templom
A Bodrogköz hajdan mocsaras vidékén, a kanyargós Karcsa-ér partján, kisebb emelkedésen áll a középkori eredetű, kicsi református templom. 

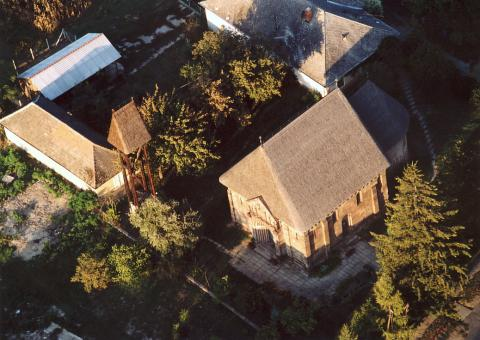
A templom légifotója

## A templom építészete
Ha belépünk a templomkertbe, mindjárt szembeötlő, mennyire eltérő jellegű a templom szentélye és az annál lényegesen szélesebb, ám rövid (csaknem négyzetes) templomhajó. A gondosan faragott vörös trachit kváderkövekből épült, zsindellyel fedett, román stílusú templom déli kapuja egyszerű, díszítetlen. Annál pompásabb a nyugati kapu. A sokárkádos, timpanonos, hatoszlopos oromfal alatt egy-egy oroszlán tartja kétoldalt a konzolokat. A béllet három oszloppárjának fejezete különösen szépen faragott. Jól látszik, hogy a szentély eredetileg különálló építmény volt: kerektemplom (latinosan: rotunda). Nem is kőből, hanem téglából emelték.
A nyugati kapun belépve a karzat alá jutunk, amely eredetileg boltozatos volt, azonban az 1896-os helyreállítás során az elpusztult boltozatot nem állították helyre, hanem helyette fakarzat készült. A templom eredetileg háromhajós volt, amit a legutóbbi helyreállítás során (esztétikai szempontból nem szerencsésen) beton pengepár térfalakkal jeleztek. A templombelső pillérfaragványai rendkívül színvonalas, szép alkotások. Az egykori szentély érdekessége az öt félköríves fülke.
A 12. században már állt a kerektemplom. A területet birtokló johannita lovagok e mellé kezdtek építeni egy nagyobb, kéttornyosnak tervezett templomot. Az építkezés azonban félbe maradt, mert a falu a Baksa nembeli Tamás ispán birtoka lett (1282). A folytatódó építkezés során végül toronytalan maradt az egyházház. A monda szerint a boszorkányoktól megrettent tündérek ejtették el a toronyba vitt harangot, s ekkor omlott volna le a kész torony is.
1527-től a templom a protestánsoké. A 17. században állaga egyre romlott, a 18. század elején már csak puszta falai álltak. 1767-ben állították helyre. 1896-ban következett az újabb helyreállítás. Mai képét az 1964–1969 közötti műemléki helyreállítás során kapta. Zsindelytetős, különálló harangláb is épült. A templomban rendszeresen tartanak zenei rendezvényeket.
- bal oldali konzoltartó oroszlán
- nyugati bejárat
- jobb oldali konzoltartó oroszlán